# Fonction de Veblen
En mathématiques, et plus précisément en théorie des ensembles, les fonctions de Veblen forment une suite de fonctions définies sur les ordinaux, introduite en 1908 par Oswald Veblen. 

## Les fonctions de Veblen
Soit f une fonction normale (en) définie sur les ordinaux, c'est-à-dire une fonction continue pour la topologie de l'ordre, strictement croissante. En 1908, Oswald Veblen a montré qu'on pouvait construire une suite de fonctions indexée par les ordinaux, toutes normales, définie comme suit : {\displaystyle \varphi _{0}=f}, et pour tout ordinal non nul α, {\displaystyle \varphi _{\alpha }} est la fonction qui énumère les points fixes communs à tous les {\displaystyle \varphi _{\beta }} pour β<α.

## La hiérarchie de Veblen
Dans le cas particulier où {\displaystyle \varphi _{0}(\alpha )=\omega ^{\alpha }}, la famille des fonctions de Veblen est connue sous le nom de hiérarchie de Veblen. 
La fonction {\displaystyle \varphi _{1}} est alors la fonction ε : {\displaystyle \varphi _{1}(\alpha )=\varepsilon _{\alpha }}. Ainsi, {\displaystyle \varphi _{1}(0)=\varepsilon _{0}=\omega ^{\omega ^{\omega ^{\dots }}}}. Si {\displaystyle \alpha <\beta \,,} alors {\displaystyle \varphi _{\alpha }(\varphi _{\beta }(\gamma ))=\varphi _{\beta }(\gamma )\,.} Cela, et le fait que {\displaystyle \varphi _{\beta }} est strictement croissante, entraîne que l'on a l'ordre : {\displaystyle \varphi _{\alpha }(\beta )<\varphi _{\gamma }(\delta )\,} si et seulement si ({\displaystyle \alpha =\gamma \,} et {\displaystyle \beta <\delta \,}), ou 
{\displaystyle (\alpha <\gamma \,} et {\displaystyle \beta <\varphi _{\gamma }(\delta )\,}) ou ({\displaystyle \alpha >\gamma \,} et {\displaystyle \varphi _{\alpha }(\beta )<\delta \,}).

### Suites fondamentales pour la hiérarchie de Veblen
Une suite fondamentale pour un ordinal limite (de cofinalité ω, mais c'est toujours le cas pour les ordinaux dénombrables de cet article) est une suite strictement croissante ayant cet ordinal comme limite. La donnée d'un système de suites fondamentales pour tous les ordinaux limites inférieurs à un ordinal donné α permet de construire une bijection explicite (n'utilisant en particulier pas l'axiome du choix) entre ω et α. Les suites fondamentales qui vont être décrites couvrent les ordinaux atteints par la hiérarchie de Veblen, et allant jusqu'à l'ordinal de Feferman-Schütte. Le n-ième élément de la suite fondamentale choisie pour α sera noté α[n].
Une forme analogue à la forme normale de Cantor utilisée dans ce contexte consiste à écrire tout ordinal non nul α sous la forme (unique) {\displaystyle \alpha =\varphi _{\beta _{1}}(\gamma _{1})+\varphi _{\beta _{2}}(\gamma _{2})+\cdots +\varphi _{\beta _{k}}(\gamma _{k})}, où k > 0 est un entier naturel, la suite des termes est décroissante (non nécessairement strictement) : {\displaystyle \varphi _{\beta _{m}}(\gamma _{m})\geq \varphi _{\beta _{m+1}}(\gamma _{m+1})\,,} et où chaque {\displaystyle \gamma _{m}<\varphi _{\beta _{m}}(\gamma _{m})\,.} Si une suite fondamentale existe pour le dernier terme, on pourra réécrire celui-ci, obtenant une suite fondamentale pour α : {\displaystyle \alpha [n]=\varphi _{\beta _{1}}(\gamma _{1})+\cdots +\varphi _{\beta _{k-1}}(\gamma _{k-1})+(\varphi _{\beta _{k}}(\gamma _{k})[n])\,.}
Pour tout β, si γ est un ordinal limite avec {\displaystyle \gamma <\varphi _{\beta }(\gamma )\,,} alors on pose {\displaystyle \varphi _{\beta }(\gamma )[n]=\varphi _{\beta }(\gamma [n])\,.}
Bien entendu, il n'y a pas de suite fondamentale pour {\displaystyle \varphi _{0}(0)} = ω0 = 1 ; pour {\displaystyle \varphi _{0}(\gamma +1)=\omega ^{\gamma +1}=\omega ^{\gamma }\cdot \omega \,,} on pose {\displaystyle \varphi _{0}(\gamma +1)[n]=\varphi _{0}(\gamma )\cdot n=\omega ^{\gamma }\cdot n\,.}
Pour {\displaystyle \varphi _{\beta +1}(0)\,,} on prend {\displaystyle \varphi _{\beta +1}(0)[0]=0\,} et {\displaystyle \varphi _{\beta +1}(0)[n+1]=\varphi _{\beta }(\varphi _{\beta +1}(0)[n])\,,} autrement dit la suite 0, {\displaystyle \varphi _{\beta }(0)},{\displaystyle \varphi _{\beta }(\varphi _{\beta }(0))}, etc.
Pour {\displaystyle \varphi _{\beta +1}(\gamma +1)}, on prend {\displaystyle \varphi _{\beta +1}(\gamma +1)[0]=\varphi _{\beta +1}(\gamma )+1\,} et {\displaystyle \varphi _{\beta +1}(\gamma +1)[n+1]=\varphi _{\beta }(\varphi _{\beta +1}(\gamma +1)[n])\,.}
Supposons alors que β soit un ordinal limite :
si {\displaystyle \beta <\varphi _{\beta }(0)}, on pose {\displaystyle \varphi _{\beta }(0)[n]=\varphi _{\beta [n]}(0)\,.}
Pour {\displaystyle \varphi _{\beta }(\gamma +1)}, on prend {\displaystyle \varphi _{\beta }(\gamma +1)[n]=\varphi _{\beta [n]}(\varphi _{\beta }(\gamma )+1)\,.}
Sinon, l'ordinal ne peut être décrit à l'aide d'ordinaux plus petits et des fonctions {\displaystyle \varphi }, et cette méthode ne s'applique pas : c'est ce qui se produit à partir de l'ordinal de Feferman-Schütte.

### La fonctionΓ
La fonction Γ énumère les ordinaux α pour lesquels la méthode précédente ne s'applique pas, c'est-à-dire ceux pour lesquels {\displaystyle \varphi _{\alpha }(0)=\alpha }. 
Γ0 est l'ordinal de Feferman-Schütte, donc le plus petit α tel que {\displaystyle \varphi _{\alpha }(0)=\alpha }.
Pour Γ0, on peut prendre comme suite fondamentale {\displaystyle \Gamma _{0}[0]=0\,} et {\displaystyle \Gamma _{0}[n+1]=\varphi _{\Gamma _{0}[n]}(0)\,.}
Pour Γβ+1, on prend {\displaystyle \Gamma _{\beta +1}[0]=\Gamma _{\beta }+1\,} et {\displaystyle \Gamma _{\beta +1}[n+1]=\varphi _{\Gamma _{\beta +1}[n]}(0)\,.}
Enfin, pour Γβ, où {\displaystyle \beta <\Gamma _{\beta }\,} est un ordinal limite, on prend {\displaystyle \Gamma _{\beta }[n]=\Gamma _{\beta [n]}\,.}.
À nouveau, on ne peut continuer au-delà du premier ordinal tel que {\displaystyle \beta =\Gamma _{\beta }\,}, et il faudrait créer une nouvelle fonction ; le processus, répété transfiniment, conduit au petit ordinal de Veblen (en).

## Généralisations
Pour pouvoir généraliser ces notations, il est plus simple de considérer {\displaystyle \varphi _{\alpha }(\beta )} comme une fonction {\displaystyle \varphi (\alpha ,\beta )} de deux variables. Veblen a montré comment en déduire une fonction à plusieurs variables {\displaystyle \varphi _{(}\alpha _{n},\alpha _{n-1},\dots ,\alpha _{0})}, et plus généralement il a montré comment {\displaystyle \varphi } peut être défini même pour une suite transfinie d'ordinaux αβ, à condition que seuls un nombre fini d'entre eux soient non nuls.